# 大陆弧
大陆弧（英語：continental arc）
是一种沿大陆边缘的火山弧。 形成于活动大陆边缘的俯冲带，当两个构造板块发生碰撞时，相对致密的大洋地壳会俯冲到相对较轻的大陆地壳之下。由于俯冲过程，相对较冷的洋壳与水一起俯冲到软流圈，在这种条件下，下行板块释放出 H2O 和 CO2 等挥发物，导致上述软流圈部分熔融产生岩浆，在地表形成一系列火山造成火山弧。在大陆地壳上的火山弧称为大陆弧，在海洋地壳上的火山弧称为岛弧。

## 參看文獻
1. ↑  Pitcher, W. S.; Atherton, M. P.; Cobbing, E. J.; Beckinsale, R. D. (1985). Magmatism at a Plate Edge: The Peruvian Andes (1ed.). Springer. ISBN 978-1489958228.
2. ↑  Van Der Pluijm, B. A.; Marshak, S. (2004). Earth Structure (2 ed.). New York: Norton. p. 442. ISBN 978-0-393-92467-1